# Comuna Novokrasneanka, Kreminna
Novokrasneanka (în ucraineană Новокраснянка) este o comună în raionul Kreminna, regiunea Luhansk, Ucraina, formată din satele Novokrasneanka (reședința), Pșenîcine și Surovțivka.

## Demografie
Componența lingvistică a comunei Novokrasneanka
     Rusă (73,32%)
     Ucraineană (26,16%)
     Alte limbi (0,31%)
Conform recensământului din 2001, majoritatea populației comunei Novokrasneanka era vorbitoare de rusă (73,32%), existând în minoritate și vorbitori de ucraineană (26,16%).